# Grace Stafford
Grace Stafford est une actrice américaine née le 7 novembre 1903 à New York (États-Unis), morte le 17 mars 1992 à Burbank (Californie).

## Biographie
Grace Stafford est principalement connue pour avoir été la voix de Woody Woodpecker de 1950 à 1972. Elle avait d'ailleurs insisté pour ne pas apparaître au générique, craignant la réaction du public si ce dernier apprenait que Woody était doublé par une femme. Grace était, par ailleurs, l'épouse du créateur du célèbre Pivert, Walter Lantz.

## Filmographie
- 1935 : Dr. Socrates (en) de William Dieterle : Caroline Suggs
- 1936 : I Married a Doctor (en) d'Archie Mayo : Vera Sherwin
- 1936 : Anthony Adverse : Lucia
- 1939 : The Man Who Dared de Crane Wilbur : Mary McCrary
- 1939 : Les Aveux d'un espion nazi (Confessions of a Nazi Spy) : Mrs. Helen Schneider
- 1939 : The Greener Hills : Harriet Miller
- 1939 : Le Vainqueur (Indianapolis Speedway) : Martha Connors
- 1939 : Blondie Brings Up Baby : Miss White
- 1940 : Flight Angels (en) de Lewis Seiler : Buxton - Stewardess Instructor
- 1940 : La Conga Nights : Secretary
- 1940 : I Can't Give You Anything But Love, Baby : Second Operator
- 1940 : Margie : Miss Bradley
- 1940 : Une dépêche Reuter (A Dispatch from Reuter's) : Woman Dancing with Geller
- 1940 : La Piste de Santa Fe (Santa Fe Trail) : Farmer's wife
- 1941 : Une épouse modèle (Model Wife) de Leigh Jason : Miss Manahan
- 1941 : Ma femme se marie demain (Affectionately Yours) : 'Chickie' Anderson
- 1941 : Les Oubliés (Blossoms in the Dust) : Molly
- 1941 : Unfinished Business de Gregory La Cava : Woman
- 1942 : Dr. Kildare's Victory (en) : Mrs. Betty Richards
- 1942 : What's Cookin'? : Bob's Assistant
- 1942 : Larceny, Inc. de Lloyd Bacon : McCarthy's secretary
- 1942 : You're Telling Me : Switchboard Operator
- 1949 : Scrappy Birthday : Miranda (voix)
- 1950 : Destination... Lune ! (Destination Moon) : Woody Woodpecker (voix)
- 1951 : Puny Express : Woody Woodpecker (voix)
- 1951 : Sleep Happy : Woody Woodpecker (voix)
- 1951 : Wicket Wacky : Woody Woodpecker (voix)
- 1951 : Slingshot 6-7/8 : Woody Woodpecker (voix)
- 1951 : Redwood Sap : Woody Woodpecker (voix)
- 1951 : Woody Woodpecker Polka : Woody Woodpecker (1951 Woody recorded laugh)
- 1951 : Destination Meatball : Woody Woodpecker (voix)
- 1952 : Born to Peck : Woody Woodpecker (voix)
- 1952 : Stage Hoax : Woody Woodpecker (voix)
- 1952 : Woodpecker in the Rough : Woody Woodpecker (voix)
- 1952 : Scalp Treatment : Woody Woodpecker (voix)
- 1952 : The Great Who Dood It : Woody Woodpecker (voix)
- 1952 : Because of You : Voice of Woody Woodpecker on TV
- 1952 : Termites from Mars : Woody Woodpecker (voix)
- 1953 : What's Sweepin' : Woody Woodpecker (voix)
- 1953 : Buccaneer Woodpecker : Woody Woodpecker (voix)
- 1953 : Operation Sawdust : Woody Woodpecker (voix)
- 1953 : Wrestling Wrecks : Woody Woodpecker (voix)
- 1953 : Maw and Paw : Maw (voix)
- 1953 : The Hypnotic Hick : Woody Woodpecker (voix)
- 1953 : Belle Boys : Woody Woodpecker (voix)
- 1953 : Maw and Paw in Plywood Panic : Maw (voix)
- 1953 : Hot Noon or 12 O'Clock for Sure : Woody Woodpecker (voix)
- 1954 : Socko in Morocco : Woody Woodpecker (voix)
- 1954 : Alley to Bali : Woody Woodpecker / Lovely Native Girl (voix)
- 1954 : Under the Counter Spy : Woody Woodpecker (voix)
- 1954 : Hot Rod Huckster : Woody Woodpecker (voix)
- 1954 : Paw's Night Out : Maw (voix)
- 1954 : Pig in a Pickle : Maw (voix)
- 1954 : Real Gone Woody : Woody Woodpecker (voix)
- 1954 : Fine Feathered Frenzy : Woody Woodpecker (voix)
- 1954 : Convict Concerto : Woody Woodpecker (voix)
- 1955 : Helter Shelter : Woody Woodpecker (voix)
- 1955 : Witch Crafty : Woody Woodpecker (voix)
- 1955 : Private Eye Pooch : Woody Woodpecker (voix)
- 1955 : Bedtime Bedlam : Woody Woodpecker (voix)
- 1955 : Square Shootin' Square : Woody Woodpecker (voix)
- 1955 : Bunco Busters : Woody Woodpecker (voix)
- 1955 : The Tree Medic (en) d'Alex Lovy : Woody Woodpecker (voix)
- 1956 : After the Ball : Woody (voix)
- 1956 : Get Lost (en) : Woody Woodpecker (voix)
- 1956 : The Ostrich Egg and I : Maggie
- 1956 : Chief Charlie Horse : Woody Woodpecker (voix)
- 1956 : Woodpecker from Mars : Woody Woodpecker (voix)
- 1956 : Calling All Cuckoos : Woody Woodpecker (voix)
- 1956 : Niagara Fools : Woody Woodpecker (voix)
- 1956 : Woody Meets Davy Crewcut : Woody Woodpecker (voix)
- 1956 : Arts and Flowers : Woody Woodpecker (voix)
- 1956 : Red Riding Hoodlum : Woody (voix)
- 1956 : Box Car Bandit : Woody Woodpecker (voix)
- 1957 : The Unbearable Salesman (en) de  Paul J. Smith : Woody Woodpecker (voix)
- 1957 : International Woodpecker : Woody (voix)
- 1957 : To Catch a Woodpecker (en) d'Alex Lovy : Woody Woodpecker (voix)
- 1957 : Round Trip to Mars : Woody Woodpecker (voix)
- 1957 : Le Woody Woodpecker Show (série TV) : Woody Woodpecker (1951-1972) / Chilly Willy (1963) / Bessie Beary / Maw / Hickory / Ms. Meany (voix)
- 1957 : Fodder and Son (en) de Paul J. Smith : Woody Woodpecker / Old Lady (voix)
- 1957 : Dopey Dick, the Pink Whale : Woody Woodpecker (voix)
- 1958 : Misguided Missile : Woody (voix)
- 1958 : Watch the Birdie (en) d'Alex Lovy : Woody Woodpecker / Narrator / Lovebird (female) (voix)
- 1958 : His Better Elf : Woody (voix)
- 1958 : Half Empty Saddles : Woody Woodpecker (voix)
- 1958 : Everglade Raid (en) de  Paul J. Smith : Woody (voix)
- 1958 : Tree's a Crowd (en) de  Paul J. Smith : Woody (voix)
- 1958 : Jittery Jester : Woody (voix)
- 1959 : Witty Kitty : Hickory (voix)
- 1959 : Tomcat Combat : Woody (voix)
- 1959 : Log Jammed : Woody (voix)
- 1959 : Panhandle Scandal : Woody (voix)
- 1959 : Woodpecker in the Moon : Woody (voix)
- 1959 : The Tee Bird : Woody (voix)
- 1959 : Romp in a Swamp : Woody (voix)
- 1959 : Kiddie League : Woody (voix)
- 1960 : Ballyhooey : Woody (voix)
- 1960 : Heap Big Hepcat : Woody (voix)
- 1960 : Billion Dollar Boner : Woody (voix)
- 1960 : Pistol Packin' Woodpecker : Woody (voix)
- 1960 : How to Stuff a Woodpecker : Woody (voix)
- 1960 : Bats in the Belfry : Woody Woodpecker (voix)
- 1960 : Ozark Lark : Woody (voix)
- 1960 : Southern Fried Hospitality : Woody (voix)
- 1960 : Fowled Up Falcon : Woody (voix)
- 1961 : Poop Deck Pirate : Woody (voix)
- 1961 : The Bird Who Came to Dinner : Woody (voix)
- 1961 : Gabby's Diner (en) de Jack Hannah : Woody (voix)
- 1961 : Sufferin' Cats : Woody (voix)
- 1961 : Franken-Stymied : Woody (voix)
- 1961 : Busman's Holiday : Woody (voix)
- 1961 : Voo-Doo Boo-Boo : Woody (voix)
- 1961 : Phantom of the Horse Opera : Woody (voix)
- 1961 : Woody's Kook-Out : Woody (voix)
- 1962 : Rock-a-Bye Gator : Woody (voix)
- 1962 : Home Sweet Home Wrecker : Woody (voix)
- 1962 : Robin Hoody Woody : Woody (voix)
- 1962 : Room and Bored : Woody (voix)
- 1962 : Fowled-Up Birthday : Bessie Beary (voix)
- 1962 : Rocket Racket : Woody (voix)
- 1962 : Careless Caretaker : Woody (voix)
- 1962 : Mother's Little Helper : Bessie Beary (voix)
- 1962 : Tragic Magic : Woody (voix)
- 1962 : Little Woody Riding Hood : Woody (voix)
- 1962 : Short in the Saddle : Woody (voix)
- 1962 : Crowin' Pains : Woody (voix)
- 1962 : Calling Dr. Woodpecker : Woody (voix)
- 1963 : Greedy Gabby Gator : Woody Woodpecker (voix)
- 1963 : Stowaway Woody : Woody Woodpecker (voix)
- 1963 : Charlie's Mother-in-Law : Bessie Beary (voix)
- 1963 : Coy Decoy : Woody Woodpecker (voix)
- 1963 : Goose in the Rough : Bessie Beary (voix)
- 1963 : The Tenant's Racket : Woody (voix)
- 1963 : Pesky Pelican : Operator (voix)
- 1963 : Tepee for Two : Woody (voix)
- 1963 : Goose Is Wild : Bessie Beary (voix)
- 1963 : Science Friction : Woody (voix)
- 1964 : Dumb Like a Fox : Woody (voix)
- 1964 : Saddle-Sore Woody : Woody (voix)
- 1964 : Rah Rah Ruckus : Bessie Beary (voix)
- 1964 : Freeway Fracas : Woody (voix)
- 1964 : Skin Folks : Woody (voix)
- 1964 : Woody's Clip Joint : Woody (voix)
- 1964 : Roof-Top Razzle Dazzle : Bessie Beary (voix)
- 1964 : Get Lost! Little Doggy : Woody (voix)
- 1964 : Roamin' Roman : Woody (voix)
- 1965 : Three Little Woodpeckers : Woody Woodpecker (voix)
- 1965 : Woodpecker Wanted : Woody (voix)
- 1965 : Guest Who? : Bessie Beary (voix)
- 1965 : Birds of a Feather : Woody Woodpecker / Ms. Meany (voix)
- 1965 : Canned Dog Feud : Woody (voix)
- 1965 : Sioux Me : Woody (voix)
- 1965 : Janie Get Your Gun : Woody (voix)
- 1965 : Davey Cricket : Bessie Beary (voix)
- 1965 : What's Peckin' : Woody (voix)
- 1966 : Rough Riding Hood : Woody (voix)
- 1966 : Foot Brawl : Bessie Beary (voix)
- 1966 : Lonesome Ranger : Woody (voix)
- 1966 : Woody and the Beanstalk : Woody (voix)
- 1966 : Hassle in a Castle : Woody (voix)
- 1966 : The Big Bite : Woody (voix)
- 1966 : Astronut Woody : Woody (voix)
- 1966 : Practical Yolk : Woody (voix)
- 1966 : Monster of Ceremonies : Woody (voix)
- 1967 : Window Pains : Bessie Beary (voix)
- 1967 : Sissy Sheriff : Woody (voix)
- 1967 : Mouse in the House : Bessie Beary (voix)
- 1967 : Have Gun - Can't Travel : Woody (voix)
- 1967 : The Nautical Nut : Woody (voix)
- 1967 : Hot Diggity Dog : Woody (voix)
- 1967 : Horse Play : Woody (voix)
- 1967 : Secret Agent Woody Woodpecker : Woody (voix)
- 1967 : Chilly Chums : Woody Woodpecker (voix)
- 1968 : Paste Makes Waste : Bessie Beary (voix)
- 1968 : Jerky Turkey : Bessie Beary (voix)
- 1968 : Bugged in a Rug : Bessie Beary (voix)
- 1968 : Hook, Line, and Stinker : Woody (voix)
- 1968 : Woody the Free-Loader : Woody (voix)
- 1968 : Feudin', Fightin', 'n' Fussin' : Woody (voix)
- 1968 : Fat in the Saddle : Woody (voix)
- 1968 : A Peck of Trouble : Woody (voix)
- 1968 : A Lad in Baghdad : Woody (voix)
- 1968 : One Horse Town : Woody (voix)
- 1969 : Little Skeeter : Woody Woodpecker (voix)
- 1969 : Gopher Broke : Bessie Beary (voix)
- 1969 : Cool It, Charlie : Bessie Beary (voix)
- 1969 : Charlie's Campout : Bessie Beary (voix)
- 1969 : Woody's Knightmare : Woody (voix)
- 1969 : Tumble Weed Greed : Woody (voix)
- 1969 : Ship a-Hoy Woody : Woody (voix)
- 1969 : Prehistoric Super Salesman : Woody (voix)
- 1969 : Phoney Pony : Woody (voix)
- 1970 : The Un-Handy Man : Bessie Beary (voix)
- 1970 : Charlie's Golf Classic : Bessie Beary (voix)
- 1970 : Charlie in Hot Water : Bessie Beary (voix)
- 1970 : Seal on the Loose : Woody (voix)
- 1970 : Wild Bill Hiccup : Woody (voix)
- 1970 : Coo Coo Nuts : Woody (voix)
- 1970 : Hi-Rise Wise Guys : Woody (voix)
- 1970 : Buster's Last Stand : Woody (voix)
- 1970 : All Hams on Deck : Woody (voix)
- 1971 : Woody's Magic Touch : Woody (voix)
- 1971 : The Snoozin' Bruin' : Woody (voix)
- 1971 : Shanghai Woody : Woody (voix)
- 1971 : The Reluctant Recruit : Woody (voix)
- 1971 : Moochin' Pooch : Bessie Beary (voix)
- 1971 : Kitty from the City : Woody (voix)
- 1971 : How to Trap a Woodpecker : Woody (voix)
- 1971 : Charlie the Rainmaker : Bessie Beary (voix)
- 1971 : The Bunglin' Builder : Bessie Beary (voix)
- 1971 : Flim Flam Fountain : Woody (voix)
- 1971 : Sleepy Time Chimes : Woody (voix)
- 1972 : Unlucky Potluck (voix)
- 1972 : Show Biz Beagle : Woody (voix)
- 1972 : Pecking Holes in Poles : Woody (voix)
- 1972 : Gold Diggin' Woodpecker : Woody Woodpecker (voix)
- 1972 : The Genie with the Light Touch : Woody (voix)
- 1972 : For the Love of Pizza : Woody (voix)
- 1972 : A Fish Story : Bessie, Suzy (voix)
- 1972 : Chili Con Corny : Woody (voix)
- 1972 : Bye, Bye, Blackboard : Woody Woodpecker (voix)
- 1975 : Doc Savage: The Man of Bronze : Little lady